# Üçüncü Tala
Üçüncü Tala (fino al 2015: Dombabinə) è un comune dell'Azerbaigian situato nel distretto di Zaqatala. Conta una popolazione di 2 042 abitanti.